# Morris (New Jersey)
Pour les articles homonymes, voir Morris.
Morris est un township du comté de Morris, dans l’État du New Jersey. Lors du recensement de 2010, sa population s’élevait à 22 306 habitants. Sa superficie totale est de 40,96 km2.